# Egon Saßmannshaus
Egon Saßmannshaus (* 19. März 1928 in einer der Vorgängerstädte der 1929 gebildeten Stadt Wuppertal; † 7. August 2010 in München) war ein deutscher Violinist und Musikpädagoge, der insbesondere mit der Veröffentlichung seiner Geigenschulen, mit denen Kinder schon ab vier Jahren das Geigenspiel erlernen können, erheblichen Einfluss auf die musikalische Früherziehung bei Streichinstrumenten genommen hat.

## Leben
Saßmannshaus wuchs in Wuppertal auf. Seinen ersten Geigenunterricht bekam er von Lutz Göbel, der damals Konzertmeister in Wuppertal war. In den späten 1940er studierte er bei dem deutsch-amerikanischen Virtuosen Walter Schulze-Priska. Saßmannshaus begann daraufhin selbst Unterricht zu geben und seit den frühen 1950er hatte er genug Schüler, um sich damit sein Auskommen zu sichern. Auch nachdem er 1959 nach Würzburg gezogen war, da er dort eine Anstellung als stellvertretender Soloviolinist gefunden hatte, gab er zunächst weiter Privatunterricht. Nach kurzer Zeit arbeitete er hauptberuflich an der Würzburger Sing- und Musikschule. 1976 übernahm er dort das Amt des Direktors. Neben der schulischen Arbeit war er rund zwanzig Jahre für die Organisation des Wettbewerbs Jugend musiziert in Unterfranken zuständig. Er erhielt für seine Verdienste in diesem Rahmen 1991 die Bezirksmedaille des Bezirks Unterfranken verliehen. 1993 bekam er darüber hinaus das Bundesverdienstkreuz am Bande.
Saßmannshaus war verheiratet und hatte fünf Kinder. Einer seiner Söhne ist  Kurt Sassmannshaus, der die Arbeit seines Vaters weiterführte, u. a. indem er 2008 eine Neubearbeitung der Werke seines Vaters auf Englisch herausgab.

## Wirken als Musikpädagoge und Werke der Musikdidaktik
Saßmannshaus unterrichtete Kinder schon im Alter von vier bis sechs Jahren, obwohl es zu seiner Zeit üblich war, mit dem Erlernen von Streichinstrumenten erst im Alter von zehn Jahren zu beginnen. Früh begann er daher sein eigenes Unterrichtsmaterial zu entwickeln. Anders als Suzuki Shin’ichi (Gründer der Suzuki-Methode) brachte er das Notenlesen schon früh bei, indem er eine große Druckform verwendete. Um Ton und Rhythmus beizubringen, benutze er viel Text und bekannte Volkslieder, oftmals kamen dieselben Lieder später noch einmal vor, um neue Fingerabläufe und Fingerlagen oder Stricharten beizubringen. Die große Schrift, die Illustrationen und bekannte Volks- und Kinderlieder machten die Schulen kinderfreundlicher als die meisten anderen Methoden zu jener Zeit. Es konnten dadurch gleichzeitig aber auch früh Techniken vermittelt werden, die als fortgeschritten angesehen wurden.
Seine Lehrmethoden wurden durch Präsentationen während nationaler oder europäischer Konferenzen in den späten 1960er und frühen 1970er bekannt, die der Veröffentlichungen seiner Werke dienten.
Im Jahr 1976 veröffentlichte Saßmannshaus den ersten Band der heute noch verbreiteten Geigenschule Früher Anfang auf der Geige für den Anfangsunterricht ab vier Jahren, dem weitere drei Bände folgten. Im deutschsprachigen Raum gilt das Werk als meistverkauftes Lehrwerk für Frühunterricht der Geige. Fast eine halbe Millionen Kinder sollen bis heute (Stand 1/2025) mit Hilfe der von Saßmannshaus entwickelten und im Lehrwerk veröffentlichten Methodik ans Geigenspiel herangeführt worden sein.
Neben seiner Geigenschule gab Saßmannshaus auch Lehrwerke für den Anfangsunterricht für Bratsche und Cello heraus, die bis heute aufgelegt werden. Diese Unterrichtswerke für Streichinstrumente erschienen auch auf Italienisch, Chinesisch und seit 2008 auf Englisch.

## Publikationen (Auswahl)
- A cello method for children age four and older. (5. Aufl.), Bärenreiter-Verlag, Kassel 2022, ISMN 979-0-006-53856-0,
- Early start on the cello. Teil: Volume 1., A cello method for children age four and older. (5th printing), Bärenreiter, Kassel 2022, ISMN 	979-0-006-57483-4.
- Eine Violinschule für Kinder. (5. Aufl.), Bärenreiter, Kassel 2022, ISMN 979-0-006-53648-1.
- Früher Anfang auf der Bratsche, Band 3. (5. Aufl.), Bärenreiter, Kassel 2022, ISMN 979-0-006-53637-5.
- gem. m. Michael Corssen: Duospiel in allen Lagen. (4. Aufl.), Bärenreiter, Kassel, 2020, ISMN 979-0-006-53657-3.
- Eine Violoncelloschule für Kinder ab 4 Jahren. (5. Aufl.), Bärenreiter, Kassel 2020, ISMN 979-0-006-53654-2.